# Quatre Polonaises pour le pianoforte

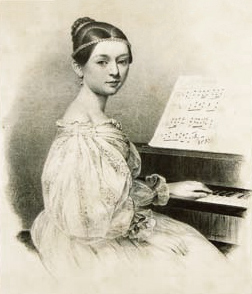
Litografía de Clara Schumann en 1835.

Quatre Polonaises pour le pianoforte (Cuatro polonesas para piano) Op. 1 es una obra de Clara Schumann publicada en 1831.

## Estructura
La obra se etiqueta como «Polonesa» y exhibe características musicales que evocan la forma de danza polaca del mismo nombre. Estas cuatro piezas están todas en compás de 3
4. No se dan indicaciones de tempo en la partitura de las primeras tres piezas. Todas las piezas están en forma ternaria, con la sección central de cada una etiquetada como un «Trío».
- La primera polonesa comienza y termina en mi bemol mayor. La sección central del «Trío» está en la bemol mayor y está marcada como «delicato».
- La segunda polonesa empieza y acaba do mayor. La sección del «Trío» central está en fa mayor y está marcada «con delicatezza».
- La tercera polonesa comienza y termina en re mayor y se marca expresamente como «risoluto». La armadura de clave de la sección del «Trío» central es abiertamente en fa mayor o re menor. Sin embargo, el uso de tonos cromáticos oscurece la tónica. Esta sección central está marcada «espressivo».
- La cuartas polonesa empieza y acaba en do mayor y está expresamente marcada como «risoluto». La indicación de tempo es de 92 negras por minuto y la marca de tempo es «Moderato». La sección media del trío está en la menor. La indicación de tempo es de 120 negras por minuto y la marca de tempo es «Vivace».

## Grabaciones
Jozef De Beenhouwer grabó las Quatre Polonaises para el sello Classic Produktion Osnabrück en 2001 como parte de Clara Schumann: Complete Piano Works.